# Turhan Bey

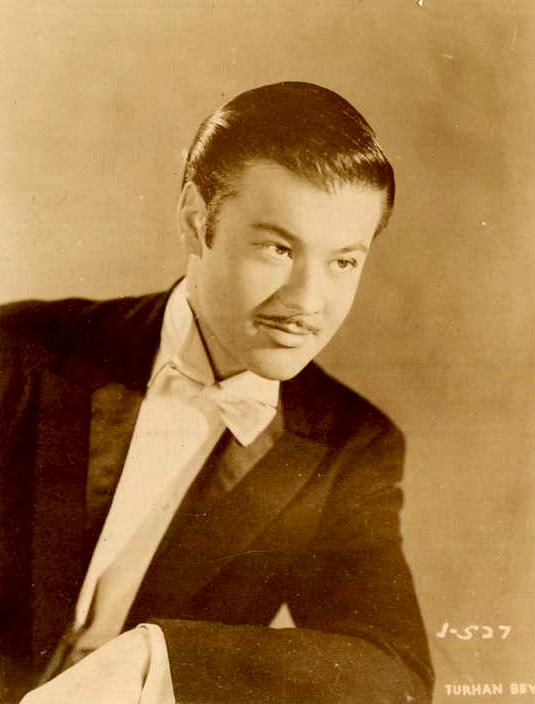
Turhan Bey

Turhan Bey, eigentlich Turhan Gilbert Selahettin Şahultavi, (* 30. März 1922 in Wien, Österreich; † 30. September 2012 ebenda) war ein österreichischer Schauspieler und Fotograf. Er war ein populärer Hauptdarsteller im Hollywood der 1940er Jahre.

## Leben und Wirken
Der Sohn eines türkischen Diplomaten und einer tschechischen Jüdin emigrierte nach dem Einmarsch der Nationalsozialisten in Wien mit seiner Mutter 1940  über die Schweiz und Paris in die USA. Zunächst lebten sie in Princeton bei seinem Onkel, der als Mathematiker für Albert Einstein tätig war. Der Onkel sah für seinen Neffen eine Karriere als Mathematiker vor. Der Junge verspürte jedoch keinerlei Ambitionen in dieser Richtung, sodass er seine Mutter überredete aufgrund des milderen Klimas nach Kalifornien umzuziehen. Sie mieteten sich ein Haus in Beverly Hills und Şahultavi besuchte die Dramatic School von Ben Bard, um seine Englischkenntnisse zu festigen und studierte am Pasadena Playhouse in Pasadena (Kalifornien) Schauspiel.
Bei Aufführung an seiner Schule wurde er von Talentsuchern der Warner Brothers entdeckt und 1941 für den Film Footsteps in the dark mit Errol Flynn engagiert. Damit war der Grundstein für seine Filmkarriere gelegt.

### Filmkarriere

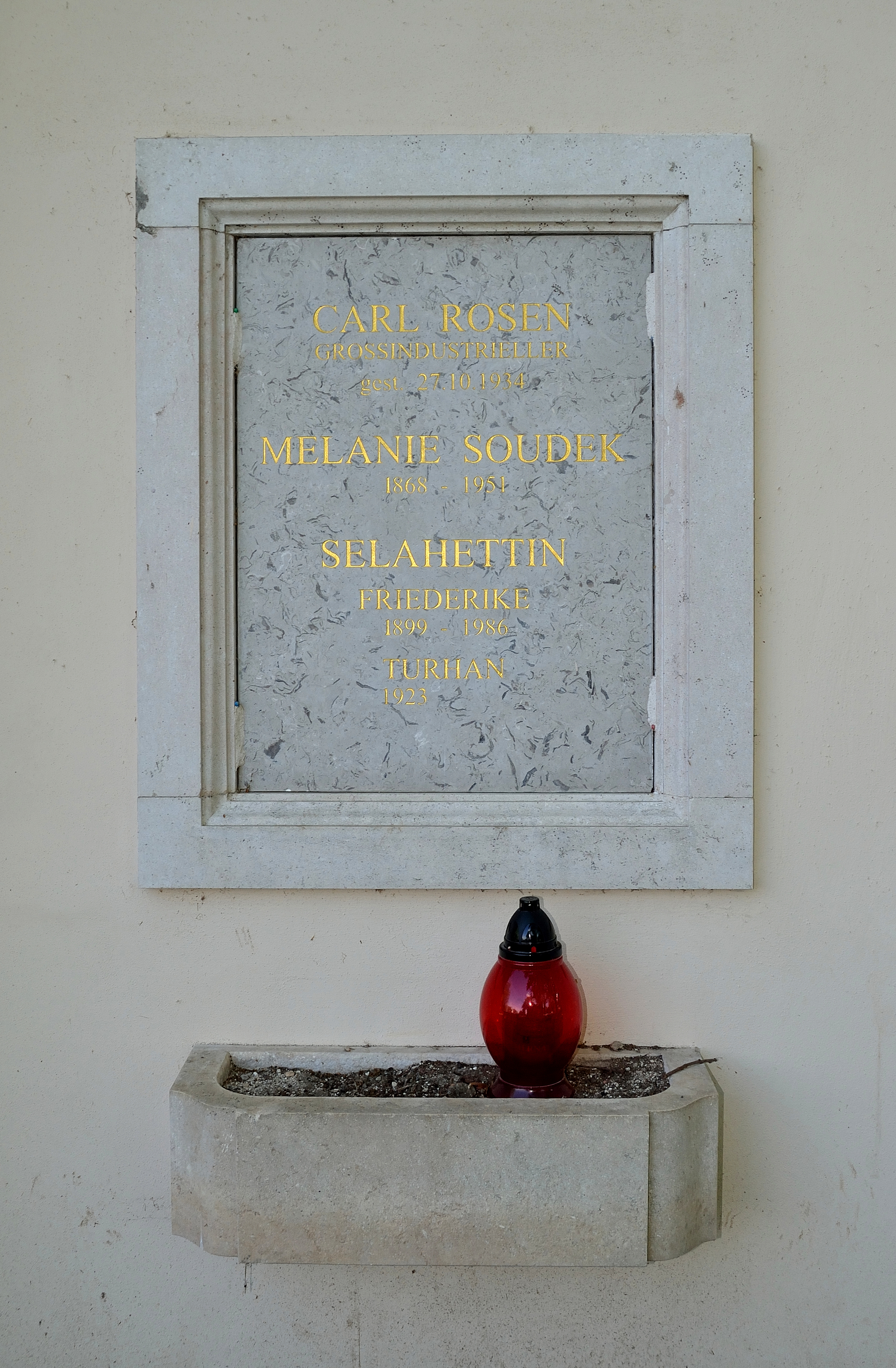
Grabstätte von Turhan Bey und seiner Mutter Friederike

Er legte sich den Künstlernamen Turhan Bey zu und verkörperte in den folgenden Filmengagements europäische Adelige, geheimnisumwitterte Orientalen oder Agenten. Er stand bei den Universal Studios unter Vertrag und spielte an der Seite von Katharine Hepburn, Walter Huston, Boris Karloff, Peter Lorre, Brenda Marshall, María Montez, Merle Oberon und weiteren bekannten Schauspielern.
Gegen Ende des Krieges hin wurde Bey zum Militärdienst eingezogen. Bei seiner Rückkehr hatte sich einiges verändert. Die Universal Studios hatten den Besitzer gewechselt und sein Vertrag wurde an die Eagle-Lion Studios weiterverkauft. Bey hatte eine mehr als einjährige Affäre mit Lana Turner. Mit Ava Gardner hatte Turhan Bey eine freundschaftliche Beziehung. Mit diesen drehte er weitere Filme. Nach dem Ende des Krieges beschloss er 1953, seine Filmkarriere in den USA zu beenden und mit seiner Mutter und Großmutter in sein Geburtsland Österreich und seine Heimatstadt Wien zurückzukehren. Dort sahen sie sich jedoch mit Problemen konfrontiert. Ihr ehemaliges Wohnhaus war „arisiert“ worden und es dauerte, bis sie ihren Besitz zurückerlangten. Bey übernahm einige Kinos, reiste zwischenzeitlich für Dreharbeiten in die USA und widmete sich seiner anderen Leidenschaft, der Fotografie von Landschaften und schönen Frauen.
1993 erlebte er eine Renaissance im Fernsehen. Nach einem Auftritt in der Fernsehserie SeaQuest DSV folgten nach 40 Jahren Drehpause in den 1990er Jahren eine Reihe von weiteren internationalen Film- und Fernsehrollen. So wirkte Bey beispielsweise in zwei Episoden der Science-Fiction-Serie Babylon 5 mit; in einer davon spielte er den Imperator des Volkes der Centauri, der in dieser Folge selbst noch namenlos blieb, aber in späteren Folgen als Imperator Turhan erwähnt wurde. In der Fünften Staffel spielte er Sech Turval. Des Weiteren hatte er einen Gastauftritt in der TV-Krimi-Serie Mord ist ihr Hobby mit Angela Lansbury.
Im Jahr 2002 erschien der Dokumentarfilm Vom Glück verfolgt. Wien – Hollywood – Retour von Andrea Eckert über das Leben von Turhan Bey, der auch auf der Viennale gezeigt wurde. Die Österreichische Post gab anlässlich seines 90. Geburtstags eine Sondermarke mit einem Porträt des Schauspielers heraus.
Bey wurde an der Urnenwand der Feuerhalle Simmering (Abt. ML, Gr. 23, Nr. 1G) in Wien beigesetzt.

## Filmografie
- 1941: Shadows on the Stairs
- 1941: Mr. X auf Abwegen (Footsteps in the Dark)
- 1941: Raiders of the Desert
- 1941: Burma Convoy
- 1941: The Gay Falcon
- 1942: Bombay Clipper
- 1942: Unseen Enemy
- 1942: Junior G-Men of the Air
- 1942: Drums of the Congo
- 1942: The Falcon Takes Over
- 1942: Danger in the Pacific
- 1942: Destination Unknown
- 1942: The Mummy’s Tomb
- 1942: Arabische Nächte (Arabian Nights)
- 1943: The Adventures of Smilin’ Jack
- 1943: Fluch der Tempelgötter (White Savage)
- 1943: Captive Wild Woman (nur Stimme, als Erzähler)
- 1943: Spion im Orientexpress (Background to Danger)
- 1943: Crazy House
- 1943: The Mad Ghoul
- 1944: Ali Baba und die vierzig Räuber (Ali Baba and the Forty Thieves)
- 1944: Follow the Boys (als er selbst)
- 1944: Drachensaat (Dragon Seed)
- 1944: The Climax
- 1944: Bowery to Broadway
- 1945: Frisco Sal
- 1945: Sudan
- 1946: Night in Paradise
- 1947: Out of the Blue
- 1948: Abenteuer auf Sizilien (Adventures of Casanova)
- 1948: The Amazing Mr. X
- 1948: Parole, Inc.
- 1949: Die Braut des Maharadscha (Song of India)
- 1953: Gefangen in der Kasbah (Prisoners of the Casbah)
- 1993: seaQuest DSV (Fernsehserie, 1 Folge)
- 1994: Geißel der Lust (Possessed by the Night)
- 1994: Healer
- 1995: Mord ist ihr Hobby (Murder, She Wrote, Fernsehserie, 1 Folge)
- 1995: VR.5 (Fernsehserie, 1 Folge)
- 1995: Grid Runners – Im Wettlauf mit der Zukunft (Virtual Combat)
- 1995/1998: Babylon 5 (Fernsehserie, 2 Folgen)
- 1997: The Visitor – Die Flucht aus dem All (The Visitor; Fernsehserie, 1 Folge)